# Thảo Cầm Viên Sài Gòn
Thảo Cầm Viên Sài Gòn, hay còn được gọi ở địa phương là Sở Thú, là công viên bảo tồn động vật - thực vật rộng 16,8 ha ở Thành phố Hồ Chí Minh, Việt Nam. Đây là vườn thú lâu đời đứng hàng thứ tám trên thế giới.
Khuôn viên này hiện tọa lạc gần hạ lưu kênh Nhiêu Lộc – Thị Nghè với hai cổng nằm ở số 2 đường Nguyễn Bỉnh Khiêm và số 1 đường Nguyễn Thị Minh Khai, phường Bến Nghé, Thành phố Hồ Chí Minh.

## Lịch sử

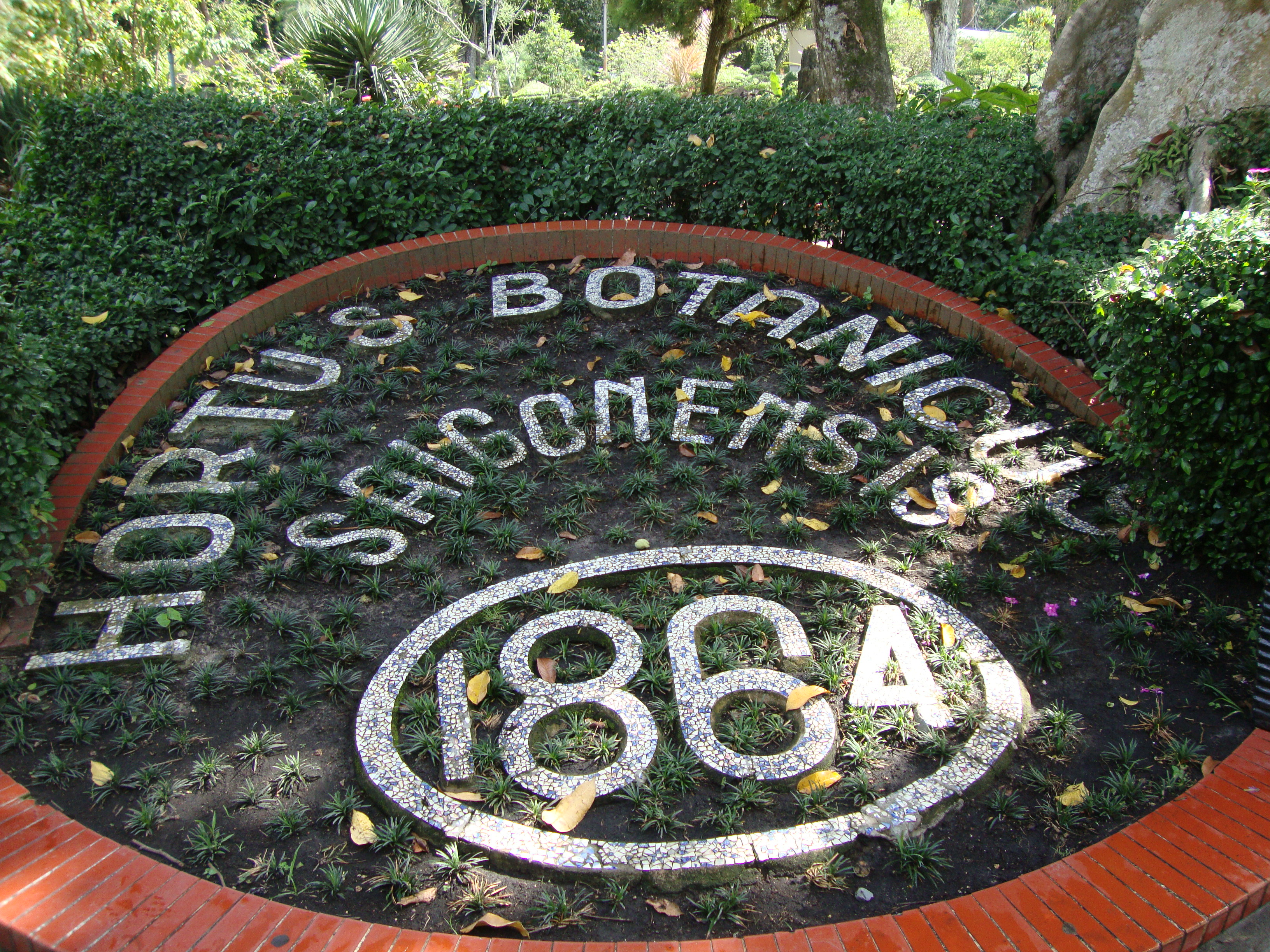
Biển kỷ niệm năm khánh thành Vườn bách thảo Sài Gòn bằng tiếng Latinh.

### Thành lập

#### Xây dựng[4]
Ngày 23 tháng 3 năm 1864, Chuẩn đô đốc Pierre-Paul de La Grandière ký nghị định cho phép xây dựng Vườn Bách Thảo tại Sài Gòn. Louis Adolphe Germain, một bác sĩ thú y của quân đội Pháp, được giao nhiệm vụ mở mang 12 ha trên vùng đất hoang ở phía đông bắc rạch Thị Nghè để làm nơi nuôi thú và ươm cây. Tháng 3 năm 1865, một số chuồng trại đã xây xong.
Để biến nơi này thành nơi nuôi trồng các loài động vật, thực vật của toàn Đông Dương; vừa để trưng bày, vừa để cung cấp cây giống cho Bảo tàng Lịch sử Tự nhiên Quốc gia Pháp và trồng dọc theo các trục lộ ở Sài Gòn; viên Thống đốc Nam Kỳ nhận thấy cần phải có người giỏi chuyên môn hơn, nên đã mời J. B. Louis Pierre, người phụ trách chăm sóc thực vật của Vườn bách thảo Kolkata (Ấn Độ), sang làm giám đốc vào ngày 28 tháng 3 năm 1865.

#### J. B. Louis Pierre

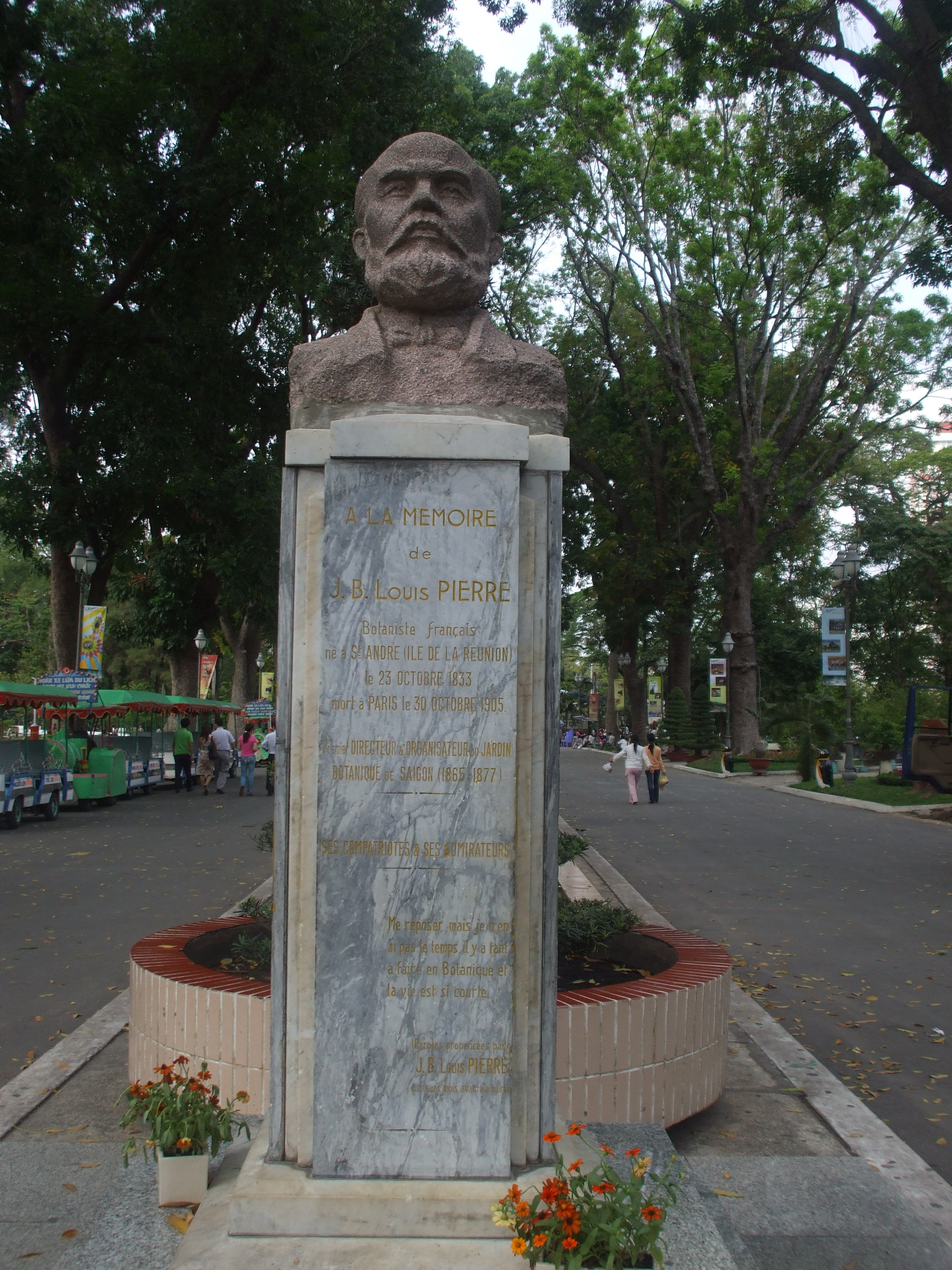
Tượng J.B. Louis Pierre được trên cột bia có câu nói nổi tiếng của ông

Bài chi tiết: Jean Baptiste Louis Pierre
Jean Baptiste Louis Pierre (1833 - 1905) là người sáng lập và là Giám đốc đầu tiên của Thảo Cầm Viên Sài Gòn. Là một nhà thực vật học suốt đời tận tụy cho sự nghiệp khoa học ông đã đưa nhiều cây rừng về trồng kể cả một số loài đại mộc từ các lục địa khác, và cây ăn trái từ những khu vực khác ở Đông Nam Á. Cây được ươm trồng, nhân giống, và từ đó tạo cơ sở cho những giống cây trái ngon nay phổ biến ở Việt Nam.
Trong 12 năm phụ trách Thảo Cầm Viên Sài Gòn (1865 - 1877), ông còn để lại một di sản quý giá là bộ sưu tập hơn 100.000 tiêu bản hiện được lưu giữ tại Bảo tàng thực vật thuộc Viện Sinh học Nhiệt đới Thành phố Hồ Chí Minh và hàng ngàn cây cổ thụ trên các đường phố khu trung tâm, trong công viên Tao Đàn...
Để tưởng nhớ và ghi công ông, vào tháng 2 năm 1933, Hội đồng khoa học Pháp đã cho xây dựng một cột bia, bằng đá hoa cương đặt phía sau khu vườn kiểng. Trên mặt cột bia, ghi lại câu nói của ông trước khi qua đời: "Tôi đã nghỉ hưu nhưng còn quá nhiều việc để làm cho ngành thực vật, chỉ tiếc là không còn thời gian và cuộc đời thì quá ngắn ngủi".
Vào năm 1994, nhân dịp kỷ niệm 130 năm thành lập Thảo Cầm Viên Sài Gòn, cột bia đã được tôn tạo và đặt ngay trên trục đường chính, giữa Bảo tàng lịch sử và Đền thờ Vua Hùng. Lần này, cột bia có gắn thêm bức tượng bán thân bằng đá hoa cương màu hồng, tạc chân dung J. B. Louis Pierre.

### Phát triển

Khuôn viên thời Pháp thuộc

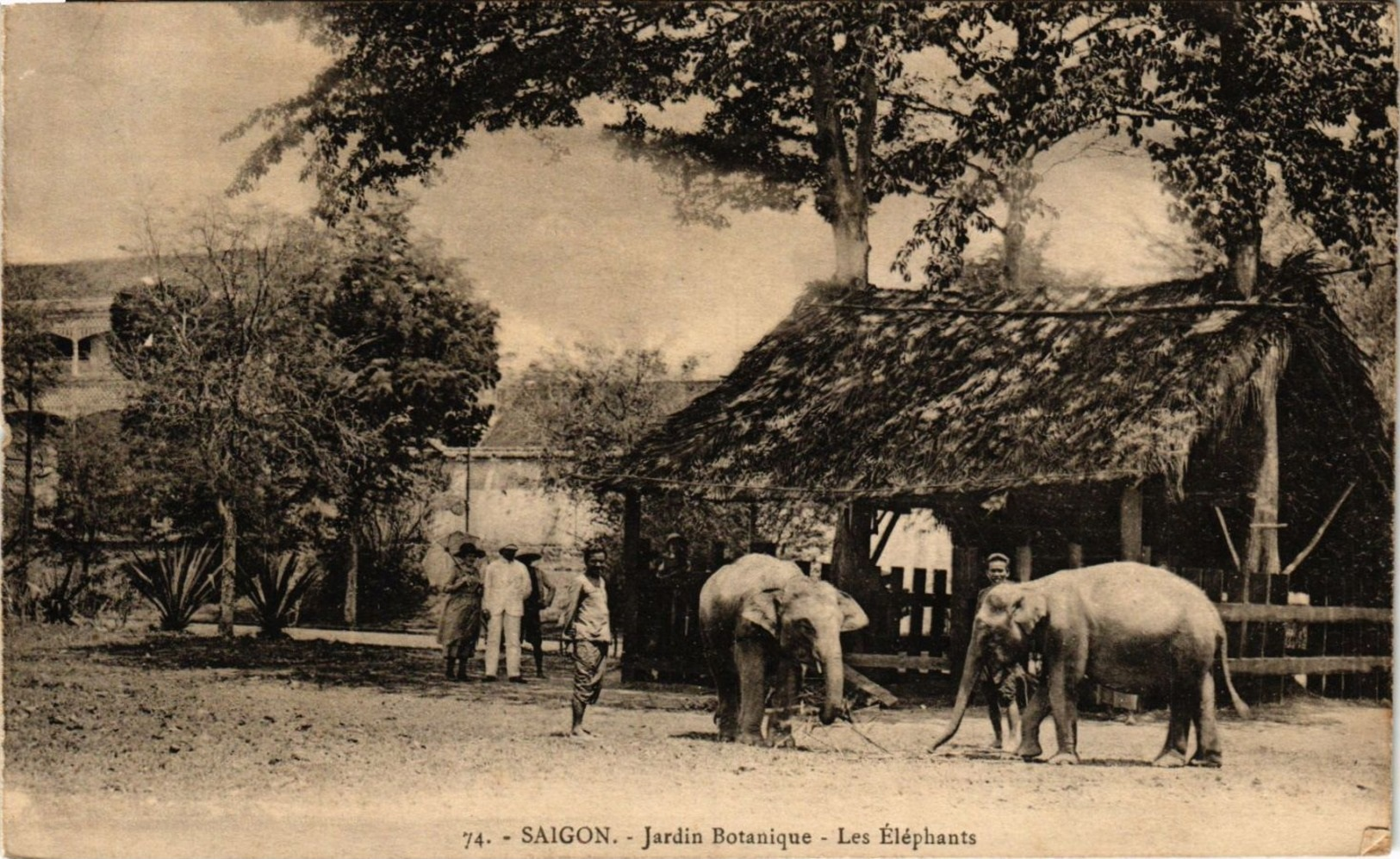
Voi tại Vườn Bách Thảo trên một tấm bưu thiếp thời Pháp thuộc

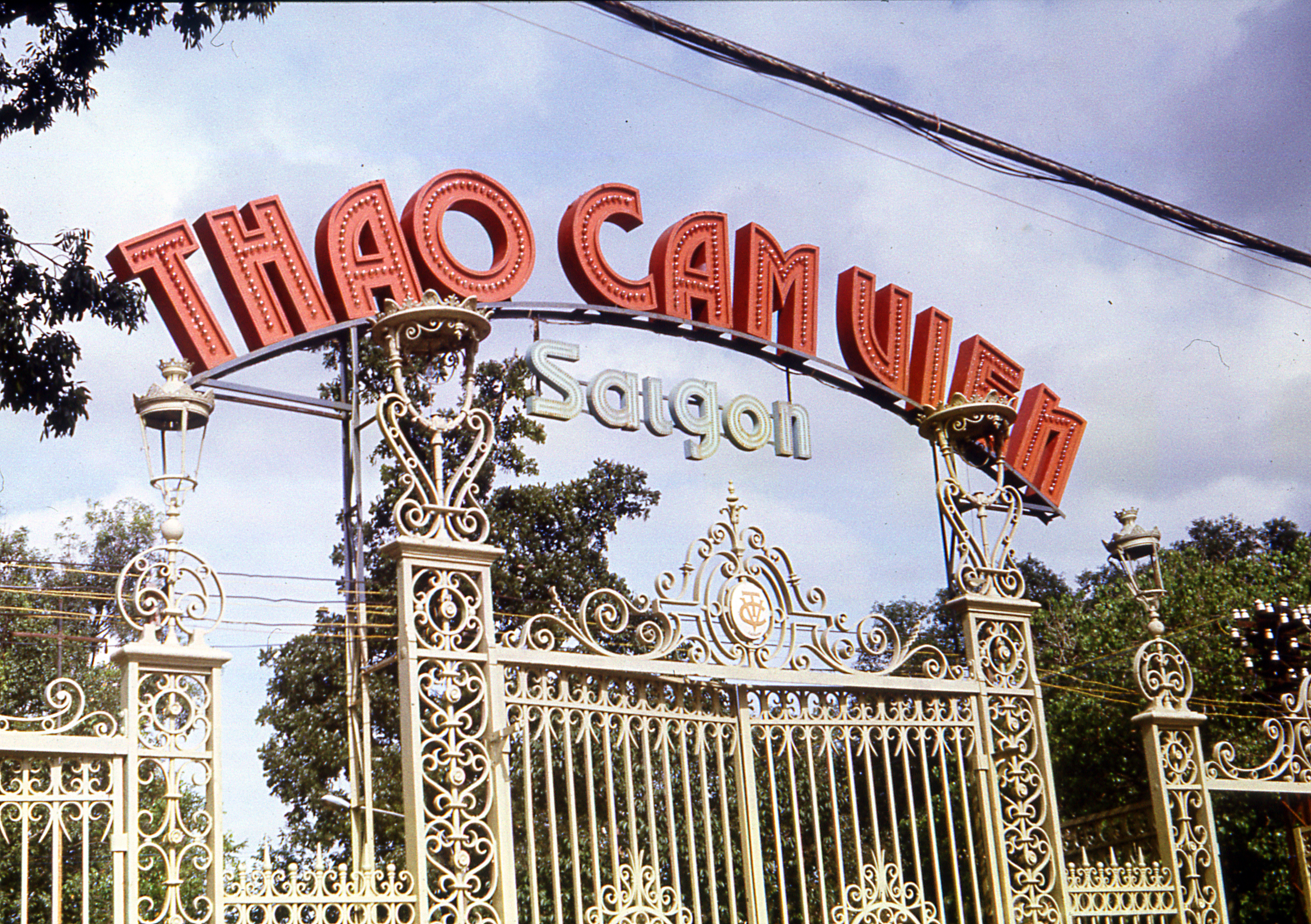
Cổng chính Thảo Cầm Viên năm 1990

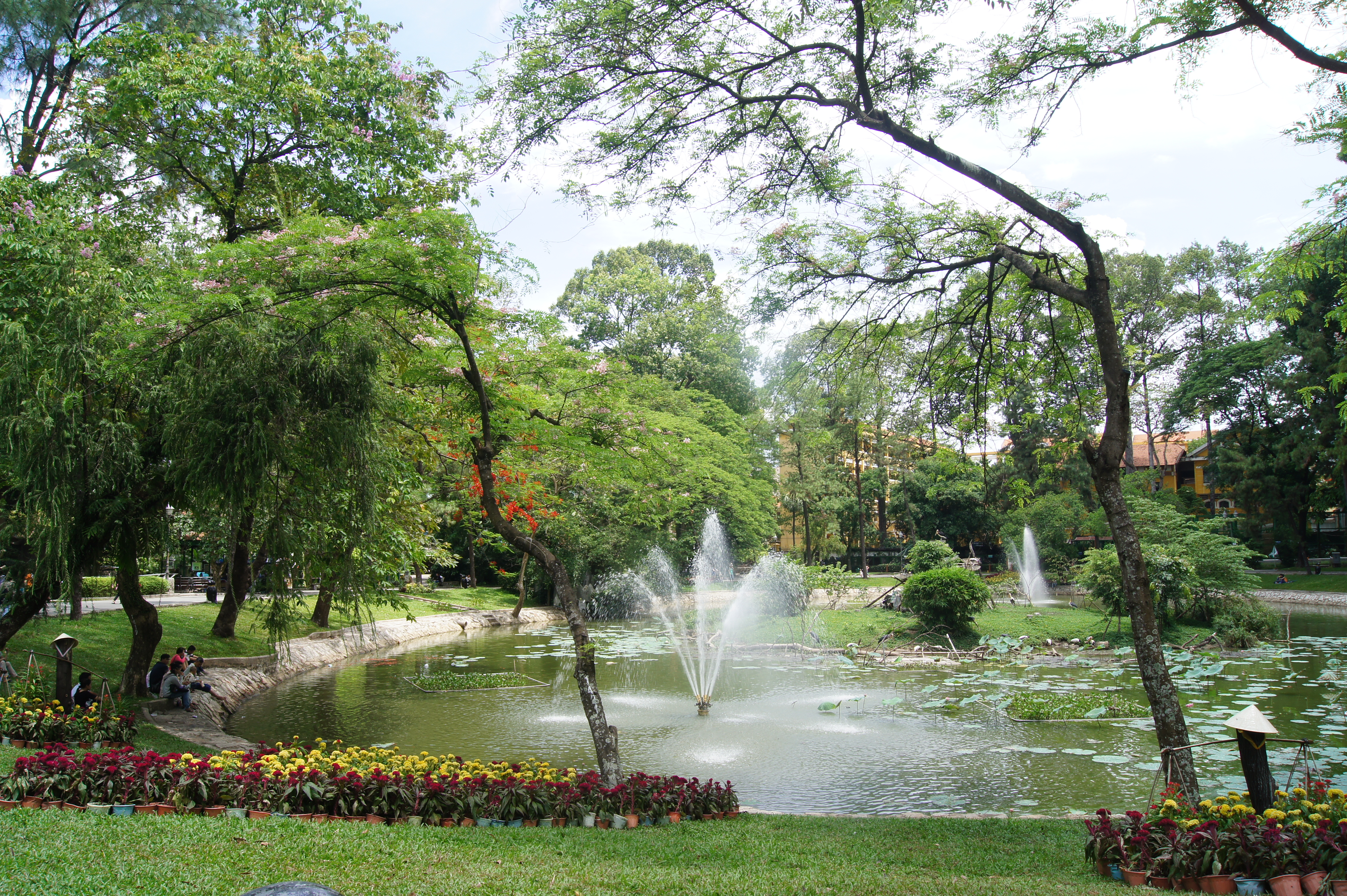
Khuôn viên ngày nay

Cuối năm 1865, sau khi J.B. Louis Pierre trở thành giám đốc Vườn Bách Thảo, khuôn viên được nới rộng đến 20 ha với nhiều loại thú và cây quý được nhập từ Ấn Độ, Thái Lan, Lào, Campuchia...
Ngày 15 tháng 12 năm 1867, Thống đốc Grandière ban hành nghị định số 183, đặt nơi đây dưới sự quản lý của Hội đồng thành phố Sài Gòn với một ngân khoản điều hành 21.000 quan Pháp/năm, do ngân sách thuộc địa cung cấp. Tại thời điểm này, công viên có 509 loài động vật, trong đó có 120 loài thú, 344 loài chim và 45 loài bò sát...
Ngày 17 tháng 2 năm 1869, phó đô đốc G. Ohier, quyền Thống đốc Nam Kỳ, ký nghị định số 33 thành lập Ủy ban thường trực do Philastre làm chủ tịch, để giám sát việc chi tiêu tại Thảo Cầm Viên. Vào thời điểm này, chi phí hàng năm của Vườn Bách Thảo đã được nâng lên 30.000 quan Pháp/năm. Cũng theo nghị định trên, vào ngày Quốc khánh của Pháp 14 tháng 7 năm 1869, Vườn Bách Thảo mở cửa thường trực cho công chúng vào xem.
Sang năm 1924, khuôn viên sáp nhập thêm bên bờ bắc rạch Thị Nghè 13 ha nữa với tên gọi là Vườn Cognag; một cây cầu đúc được bắc qua rạch để nối liền hai khu vực hoàn thành năm 1927. Và cũng trong năm đó, nhờ sự vận động của một viên chức Pháp tại Nhật, chính phủ Nhật Bản đã cung cấp cho Vườn Bách Thảo khoảng 900 giống cây lạ. Trong giai đoạn này, Vườn Bách Thảo được trải nhựa đường nội bộ trong khuôn viên, xây dựng các chuồng thú có quy mô lớn và kiên cố như chuồng lồng tròn để nuôi khỉ, chuồng cọp v.v...
Năm 1926, nhà cầm quyền Pháp cho xây dựng cạnh cổng chính một ngôi đền với tên gọi Đền Kỷ niệm để tưởng niệm những người Việt tử trận vì đi lính cho Pháp trong Thế chiến thứ nhất. Năm 1954, đền được đổi tên là Đền Quốc Tổ Hùng Vương và thờ thêm một số nhân vật lịch sử khác như: Lê Văn Duyệt, Trần Hưng Đạo, Quang Trung. 
Năm 1956, Vườn Bách Thảo được tu sửa, tái thiết và đổi tên là Thảo Cầm Viên Sài Gòn.
Năm 1984, Thảo Cầm Viên được xây dựng mới nhiều hạng mục công trình như: kè đá dọc kênh Thị Nghè, cải tạo hệ thống thoát nước và hệ thống dây điện trần, trải nhựa và bê tông đường nội bộ, xây dựng tường rào dọc đường Nguyễn Bỉnh Khiêm...
Năm 1990, nhiều chuồng thú được cải tạo và mở rộng cho phù hợp với đời sống của từng loài thú, đã nâng tổng diện tích chuồng thú sau năm 1975 từ 8.500 m2 lên đến năm 2000 là 25.000 m2.
Hiện nay, Thảo Cầm Viên Sài Gòn có quan hệ với nhiều tổ chức quốc tế như: Hiệp hội các Vườn thú Đông Nam Á (SEAZA), Liên đoàn Thế giới Bảo tồn Thiên nhiên và Tài nguyên Thiên nhiên (IUCN), Hiệp hội Giáo dục Bảo tồn các Vườn thú trên Thế giới (IZEA)... Đền Quốc tổ Hùng Vương được đổi tên là Đền thờ Vua Hùng và giao cho Bảo tàng Lịch sử Thành phố Hồ Chí Minh quản lý.
Ngày 23 tháng 3 năm 2015, Thảo Cầm Viên Sài Gòn tổ chức lễ kỷ niệm 150 năm ngày thành lập và đón nhận Huân chương Lao động hạng ba.

## Trưng bày

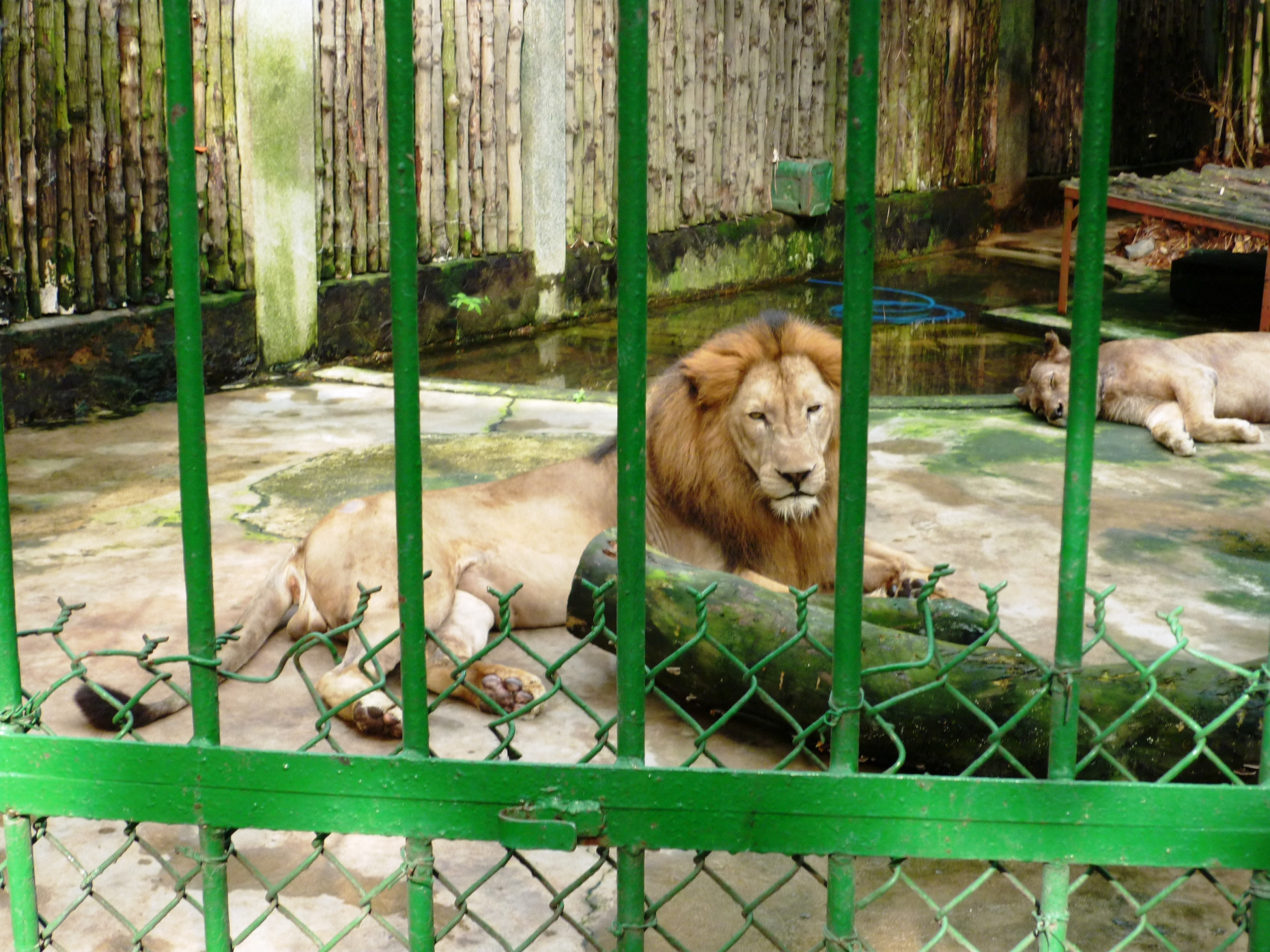
Chuồng sư tử.

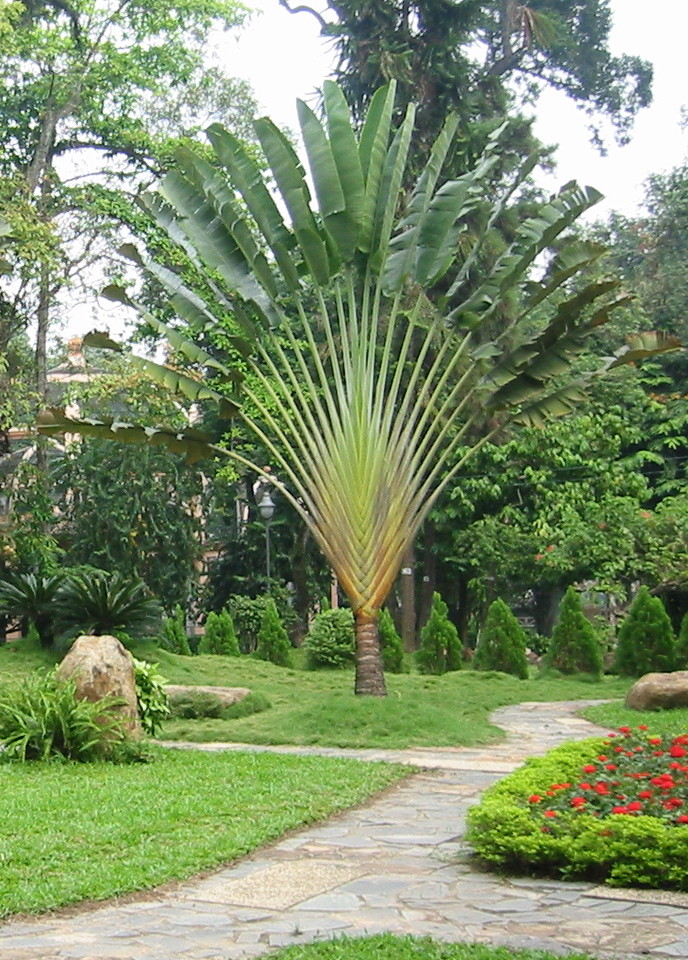
Chuối rẻ quạt, một mẫu thảo mộc trong bộ sưu tập của vườn bách thảo

Sau hơn 150 năm tồn tại, Thảo Cầm Viên đã trở thành một vườn thú lớn với 590 đầu thú thuộc 125 loài, thực vật có 1800 cây gỗ thuộc 260 loài, 23 loài lan nội địa, 33 loài xương rồng, 34 loại bon sai... và đang được bổ sung thêm.Cho đến nay, Thảo Cầm Viên Sài Gòn đang nuôi dưỡng hơn 1.300 động vật thuộc 125 loài, trong đó có nhiều loại thuộc loại quý hiếm như: trĩ sao, chà vá, vượn má vàng, hươu vàng, báo lửa, báo gấm... Tại đây cũng có hơn 2.500 cây xanh với hơn 900 loài thực vật được bảo tồn.
Nhờ mối quan hệ hợp tác, trao đổi, mua bán với nhiều vườn động thực vật và các tổ chức khoa học quốc tế, bộ sưu tập động vật của Thảo Cầm Viên Sài Gòn ngày một thêm phong phú. Cho nên bên cạnh hàng chục loài có vú, hàng chục giống chim, nhiều giống bò sát và giống có cánh các loại như: khỉ, gấu ngựa, gấu chó, hổ Đông Dương, hổ Bengal, báo hoa mai, báo lửa, sư tử, tinh tinh, ngựa vằn, linh dương, hươu, nai, heo rừng, mang, nhím, rùa, rái cá, voi châu Á, tê giác trắng, cá sấu hoa cà, cá sấu nước ngọt, trăn đất, công...Nhiều loài động vật mới lạ đã xuất hiện tại Thảo Cầm Viên như: vượn cáo, bò tót, sói xám, sói đỏ, hà mã (Hippopotamus amphibius), hà mã lùn (Choeropsis liberiensis), báo đốm Mỹ (Panthera onca), đà điểu châu Phi (Struthio camelus), hồng hạc (Phoenicopterus ruper ruper), đười ươi (Pongo pygmaeus), hươu cao cổ (Giraffa camelopardalis)...
Theo quy hoạch động vật giai đoạn 2013-2015 do Công ty TNHH MTV Thảo Cầm Viên Sài Gòn lập và duyệt, số lượng hổ giữ ở Sài Gòn là 14 con (gồm 10 con hổ vàng và bốn con hổ trắng), trong khi số lượng hổ mà Thảo Cầm Viên đang sở hữu là 16 con (gồm 11 con hổ vàng và năm con hổ trắng).
Hiện nay, ở Thảo Cầm Viên Sài Gòn, ngoài những khu vực nuôi trồng cầm thú, cây cảnh và sưu tập phong lan, còn có khu dành cho trẻ em, cho người lớn vui chơi, giải trí...
Ngoài ra, trong Thảo Cầm Viên Sài Gòn còn có hai công trình kiến trúc đặc sắc khác, đó là Đền thờ Vua Hùng dựng năm 1926 và Bảo tàng Lịch sử Thành phố Hồ Chí Minh.